# Sonet 75 (William Szekspir)

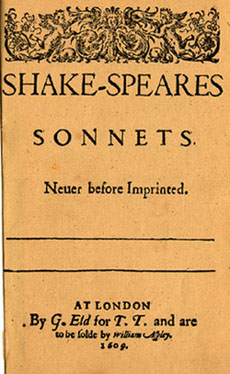
Strona tytułowa pierwszego wydania sonetów Shakespeare’a

Sonet 75 (Jesteś dla myśli jak dla życia jadło) – jeden z cyklu sonetów autorstwa Williama Shakespeare’a. Po raz pierwszy został opublikowany w 1609 roku.

## Treść
W sonecie tym podmiot liryczny, którego część badaczy utożsamia z autorem, wychwala tajemniczego młodzieńca pokazując jednocześnie, jak bardzo się stara utrzymać jego miłość.